# Gary Webb (escultor)
Gary Webb, (Hampshire, Reino Unido, 1973) Escultor inglés. Se graduó en la Goldsmiths College de Londres en los años 1994-1997. Realiza esculturas con materiales industriales, creando en ocasiones efectos cómicos mediante la utilización de sonidos. 

## Estilo
Sus esculturas, generalmente de gran tamaño y muy coloridas consiguen crear un juego sensorial en la que la abstracción y la representación coexisten. En ellas se combinan las formas orgánicas y geométricas con las líneas y el volumen. Muchas de sus esculturas recuerdan al arte abstracto de los sesenta con numerosas referencias al arte pop. 
Los materiales que más utiliza es el aluminio, la madera, el cristal y la pintura de coches. 

## Exposiciones individuales
Entre sus exposiciones individuales destacan su debut en 1998 con la galería londinense The Approach. En el 2000 y en esta misma galería hizo una colaboración con Keith Farquhar. En el año 2003 destaca su participación en Art Statements, para la feria de arte contemporáneo Art Basel 34. Su paso a Estados Unidos los dio en 2006 con la exposición Gary Webb, en Bortolami Dayan, Nueva York. 
Su primera exposición individual en España fue Revolution Oil, que tuvo lugar en septiembre de 2008 en la Galería Pilar Parra & Romero de Madrid.

## Colecciones públicas
Podemos encontrar su obra en las colecciones públicas como la Tate Modern de Londres, el Museo de Arte Contemporáneo Thyssen-Bornemisza de Viena, La colección Rubell Family de Miami y el British Council de Londres.